# Shelfordina orchidae
Shelfordina orchidae är en kackerlacksart som först beskrevs av Asahina 1985.  Shelfordina orchidae ingår i släktet Shelfordina och familjen småkackerlackor. Inga underarter finns listade i Catalogue of Life.